# ادی جردن
ادی جردن (به انگلیسی: Eddie Jordan) (۳۰ مارس ۱۹۴۸ – ۲۰ مارس ۲۰۲۵)، بازرگان، مفسر، مجری تلویزیونی ایرلندی بود. جردن راننده مسابقه و از سال ۱۹۹۱ تا ۲۰۰۵ به عنوان بنیان‌گذار و مدیر تیم جردن در فرمول یک خدمت کرد.

## زندگی شخصی و مرگ
او با ماری مک کارتی، بسکتبالیست سابق ایرلندی در سال ۱۹۷۹ ازدواج کردند و صاحب چهار فرزند شدند. آنها خانه‌هایی در کیپ‌تاون، کنزینگتون جنوبی (لندن) و موناکو داشتند، 
او سوژه برنامه‌ای با نام این زندگی شماست در سال ۲۰۰۰ بود.
در دسامبر ۲۰۲۴ جردن اعلام کرد که از اوایل سال تشخیص داده شده که به شکل تهاجمی به سرطان پروستات و مثانه مبتلا شده است. او در ۲۰ مارس ۲۰۲۵ در سن ۷۶ سالگی در خانه خود در کیپ‌تاون در آرامش درگذشت.